# Bernd Raffelhüschen
Bernd Raffelhüschen (* 1957 în Niebüll/Nordfriesland) este profesor de economie financiară la  Univestitatea Albert-Ludwigs din Freiburg im Breisgau (Germania). Este director executiv al „Fundației economia de piață“ (Stiftung Marktwirtschaft) din Berlin. Stiftung Marktwirtschaft a fost înființată,  ca și „Institutul din Frankfurt“ (Frankfurter Institut), de către personalități din regiunea Frankfurtului și se identifică unui Think Tank al economiei de piață.
Din iulie 2001, sediul central al Stiftung Marktwirtschaft se află la Berlin. Sistemele de asigurări sociale sunt tema principală de discuție în cadrul fundației. Bernd Raffelhüschen este un „ambasador“ al inițiativei noii economii de piață sociale. El promovează înlocuirea pensiei solidare, finanțată prin alocări, printr-o pensie privată, bazată pe capital. El este și membru în corpul de conducere al „ERGO Versicherungsgruppe“ (Societatea de asigurări ERGO).

## Scurtă biografie
- 1957 născut în Niebüll/Nordfriesland
- 1977 - 1985 Studii de economie în Kiel, Berlin și Aarhus
- 1985 - 1989 Doctorat în economie financiară, teorie monetară și politică socială, Kiel
- 1989 - 1994 Post-doctorat în economie generală, Kiel
- din 1994 Membru în comisia pentru economia populației Vereins für Socialpolitik
- din 1996  Membru în comisia pentru economie financiară a asociației pentru politică socială
- 1996 - 2002 Membru în consiliul executiv al European Society for Population Economics
- 2002 - 2003 Membru al comisiei Rürup
- 2004 - Premiul pentru Cercetare Philip Morris, Premiul Schader
- din 2005  - Director executiv al Stiftung Marktwirtschaft, Berlin